# Abbaye Sainte-Marie de Castagnola
Pour les articles homonymes, voir Abbaye Sainte-Marie et Castagnola.
L'abbaye Sainte-Marie de Castagnola (en italien : abbazia di Santa Maria in Castagnola) ou plus simplement abbaye de Castagnola était une abbaye cistercienne située en Italie, dans la commune de Chiaravalle (région Marches et province d'Ancône).

## Localisation et toponymie
L'abbaye est située dans la vallée de l'Esino, à proximité de son affluent de rive gauche le Triponzio. Elle porte le nom de « Castagnola » en référence au chêne Quercus virgiliana, appelé « castagnòla » dans le nord de l'Italie et très présent dans la vallée au moment de la fondation de l'abbaye,.

## Histoire

### Fondation bénédictine
Un premier monastère est attesté par la source connue sous le nom de Rerum notabilium monasterii S. Mariae de Castagnola. Bénédictin, il aurait été fondé entre 612 et 626, notamment grâce à l'aide de la reine Théodelinde de Bavière. Ce monastère est tombé en décadence au début du XIIe siècle, et la comtesse Mathilde de Toscane tente de le relever. En 1125, une nouvelle église plus vaste est rebâtie.

### Arrivée des cisterciens
Le 14 janvier 1147, les cisterciens prennent la relève des bénédictins. Le premier abbé s'appelle Oddo. L'hypothèse généralement retenue est que ce sont des moines de Lucedio qui viennent refonder l'abbaye. Cependant, des recherches plus récentes émettent l'hypothèse d'une filiation à Chiaravalle.

### Croissance

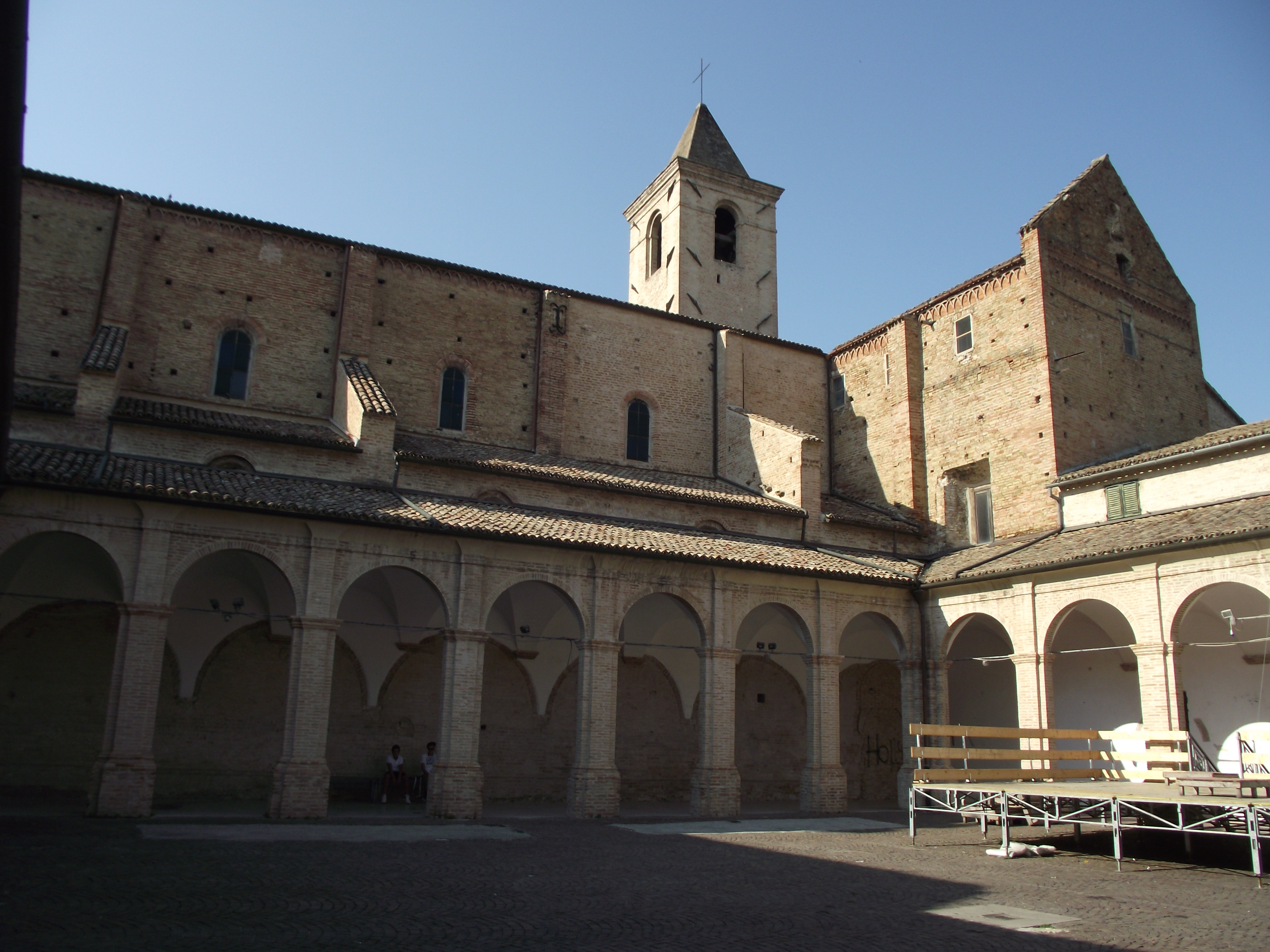
Le cloître de l'abbaye.

La date de 1172, gravée sur une plaque en entrant à gauche dans l'église, correspond sans doute au début des travaux de reconstruction de l'abbaye.
Au milieu du XIIIe siècle, l'abbaye connaît une période de prospérité importante, comptant déjà quarante moines en 1248. Cette prospérité s'accroît au point qu'elle fonde deux abbayes-filles, celles de Monte Favale en 1255 et celle de Cotignola en 1257. L'abbaye étend également ses possessions matérielles, en particulier du côté de la mer, ce qui occasionne certains conflits avec la ville de Jesi.

### Commende et déclin
L'abbaye passe sous le régime de la commende à partir de 1408, et son premier abbé commendataire est le cardinal Antonio Calvi. En 1480, une bulle d'Innocent VIII rend l'abbaye de Castagnola territoriale ; mais cette mesure accroît les effets négatifs de la commende, en particulier la mainmise de l'abbé sur les biens matériels de l'abbaye.

### La parenthèse franciscaine
En 1499, les cisterciens quittent l'abbaye, et sont remplacés par des Franciscains, qui y restent durant soixante-cinq ans.

### Les deux derniers siècles cisterciens
En 1564, Pie IV rappellent les cisterciens, qui reviennent, quoiqu'en petit nombre. Cette insuffisance numérique les pousse à consentir des baux emphytéotiques aux paysans des environs, afin de mettre les terres en valeur, ce que les moines ne peuvent plus faire eux-mêmes ; cette mise à disposition des terres amène la constitution progressive d'un village autour de l'abbaye. Ce village, dont la forme urbaine est dessinée par l’abbé commendataire Domenico Maria Corsi, également cardinal, est le premier noyau urbain de la ville actuelle de Chiaravalle.
En 1771, l'abbaye sort du régime commendataire et s'ensuit donc une courte période de prospérité ; les moines avaient de surcroît installé à l'abbaye une usine de transformation des tabacs en 1759, qui développe toute la vallée. La Révolution française et les guerres napoléoniennes viennent mettre fin à l'abbaye ; c'est Eugène de Beauharnais qui reçoit l'abbaye,.

### Après 1815
Après la chute de Napoléon, une petite communauté cistercienne revient habiter à l'abbaye, et perdure jusqu'en 1985. L'église abbatiale devient église paroissiale de Chiaravalle.

## Architecture

### Le cloître
Le cloître actuel est conservé en l'état, mais il a été aménagé en cour de récréation.

### L'église abbatiale

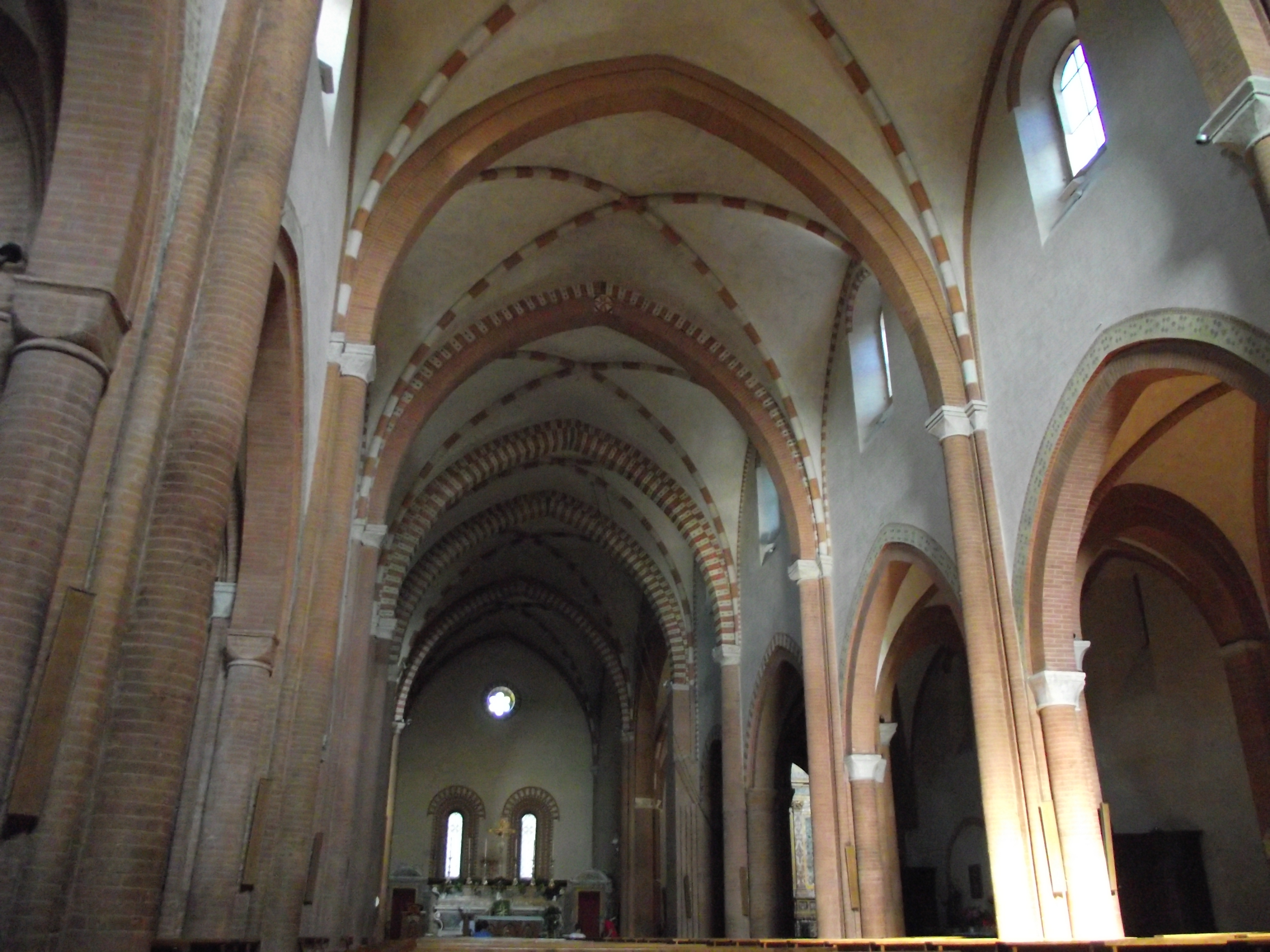
L'intérieur de l'ancienne église abbatiale, aujourd'hui paroissiale.

L'église est de plan typiquement cistercien, en croix latine et à trois nefs ; on y retrouve des éléments typiquement bernardins, comme la grande rosace de la façade occidentale ou le chevet plat ; mais de nombreux éléments de décor (autels, chapelles, portail) datent du XVIIe siècle,.